# Stephanie Nesbitt
Pour les articles homonymes, voir Nesbitt.
Stephanie Nesbitt, née le 10 août 1985 à Toronto (Canada), est une pratiquante de natation synchronisée américaine.

## Carrière
Stephanie Nesbitt participe à l'une des deux épreuves de natation synchronisée aux Jeux olympiques d'été de 2004 à Athènes. Elle est médaillée de bronze en ballet avec Anna Kozlova, Alison Bartosik, Rebecca Jasontek, Tamara Crow, Sara Lowe, Lauren McFall et Kendra Zanotto.